# Felis
Felis es un género de mamíferos carnívoros de la familia Felidae. Tradicionalmente incluía a todas las especies de félidos vivientes, pero en la actualidad se restringe a cinco especies, entre las que se incluye el gato montés euroasiático (Felis silvestris), que habita en gran parte de Eurasia y África. El conocido gato doméstico (Felis silvestris catus) es una subespecie de esta última.
Los miembros del género Felis son de tamaño pequeño, poseen colas largas y están adaptados a la caza de pequeños animales, como roedores, aves y reptiles. A pesar de su escasa especialización, la suya es una de las ramas más derivadas dentro del árbol evolutivo de los felinos.

## Especies
- Felis chaus - gato de la jungla o gato de los pantanos.
- Felis lybica - gato montés africano.
- Felis margarita - gato de las arenas.
- Felis nigripes - gato patinegro.
- Felis silvestris - gato montés euroasiático (que incluye las subespecies  Felis silvestris catus o gato doméstico, y Felis silvestris bieti o gato chino del desierto).
- †Felis lunensis - gato de Martelli (Martelli, 1906).
- †Felis wenzensis - gato de wenzensis